# Wolfgang Schillkowski
Wolfgang Schillkowski (ur. 6 października 1941 w Gdańsku) – niemiecki lekkoatleta, specjalista skoku wzwyż. W czasie swojej kariery reprezentował Republikę Federalną Niemiec.
Wystąpił we wspólnej reprezentacji Niemiec na igrzyskach olimpijskich w 1964 w Tokio, gdzie zajął 17. miejsce.
Na pierwszych europejskich igrzyskach halowych w 1966 w Dortmundzie zdobył srebrny medal, przegrywając tylko z Wałerijem Skworcowem ze związku Radzieckiego. Zajął 6. miejsce na mistrzostwach Europy w 1966 w Budapeszcie.
W 1965 i 1966 zwyciężał w światowych igrzyskach wojskowych.
Schillkowski był mistrzem RFN w skoku wzwyż w 1964, 1965 i 1967, wicemistrzem w tej konkurencji w 1966 oraz brązowym medalistą w 1962. Był również halowym mistrzem w 1963, 1965 i 1966, wicemistrzem w 1964 oraz brązowym medalistą w 1967.
Dwukrotnie poprawiał rekord RFN do wyniku 2,14 m (15 października 1965 w Meksyku.